# Lacs d'Engadine
Cet article présente les principaux lacs situés en Engadine, une vallée du canton des Grisons, en Suisse.

## Haute-Engadine

### Grands lacs principaux
L'enfilade des lacs de Maloja à Saint-Moritz est une caractéristique majeure de la Haute-Engadine (Engiadin'Ota en romanche). Ils sont tous traversés par l'Inn dont la source se trouve au lac de Lunghin, juste au-dessus de Maloja.

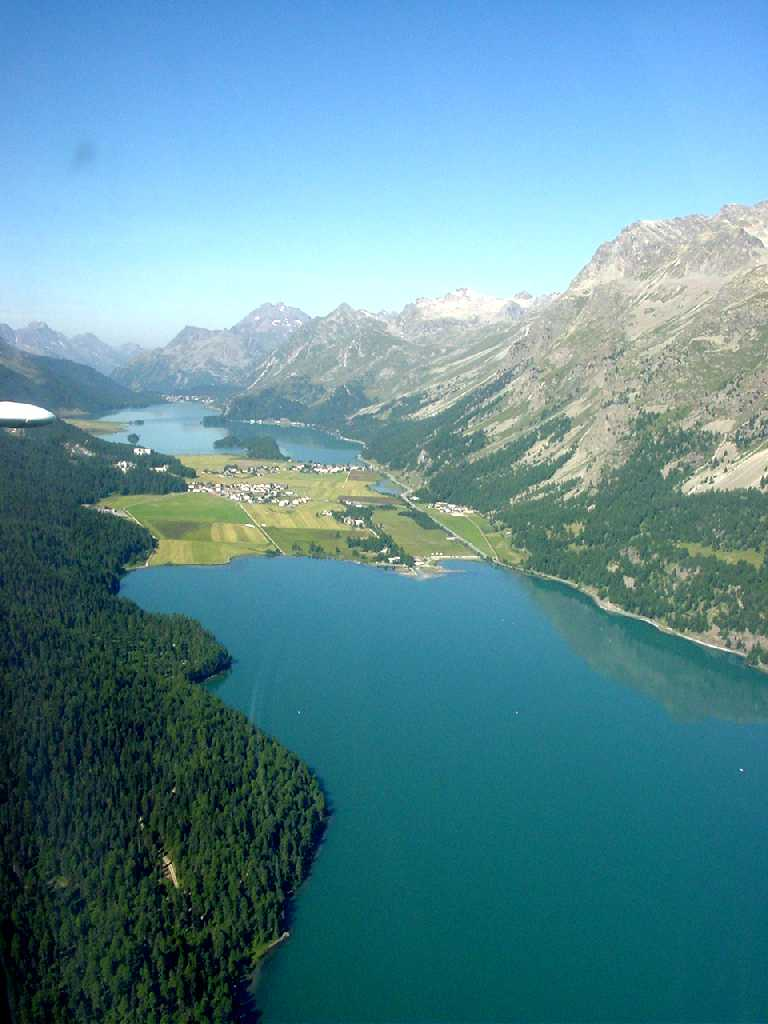
Le lac de Silvaplana avec en arrière-plan le lac de Sils

En hiver, ils sont entièrement gelés, et dès le mois de décembre, des pistes de ski de fond ainsi que des chemins piétons font leur apparition sur chacun des lacs. Les lacs de Sils, Silvaplana, Champfèr et St-Moritz accueillent même chaque année le marathon d'Engadine, une course de ski de fond qui réunit près de 12 000 participants. Celui de St-Moritz sert de terrain de polo en hiver lors de compétitions organisées lors de certains dimanches de février. À cette occasion, le lac sert aussi de parking, avec plus de cinq cents véhicules qui stationnent sur ses eaux gelées.
Plus à l'est, dans la vallée latérale qui mène au col de la Bernina s'étend le Lago Bianco (lac blanc en italien) qui doit son nom à la couleur de ses eaux, d'un vert très pâle, presque laiteux, toute l'année. Il est retenu par un barrage qui alimente une petite station hydroélectrique.

### Petits lacs remarquables
À une heure de marche de Maloja se trouve le lac de Cavloccio. Situé dans une clairière entourée de conifères, il fait la joie des enfants en été car il est l'un de seul lacs engadinois dont la température autorise la baignade en été. Sur le versant opposé de la vallée, quelques centaines de mètres au-dessus de Maloja se trouve le lac de Lunghin, considéré comme la source de l'Inn.
Plus au nord, dans la forêt entre St-Moritz et Pontresina se trouve le lac de Staz (Stazersee en allemand), aux eaux d'un bleu très foncé. Non loin de là, dans le fond du Val Roseg, la fonte du glacier éponyme forme un petit lac, traversé par l'Ova Roseg. Les eaux du Lej Minor, situé dans le Val Minor, en dessous de Lagalb sont de la même couleur, tout comme celles du Lej Nair (lac noir en romanche).

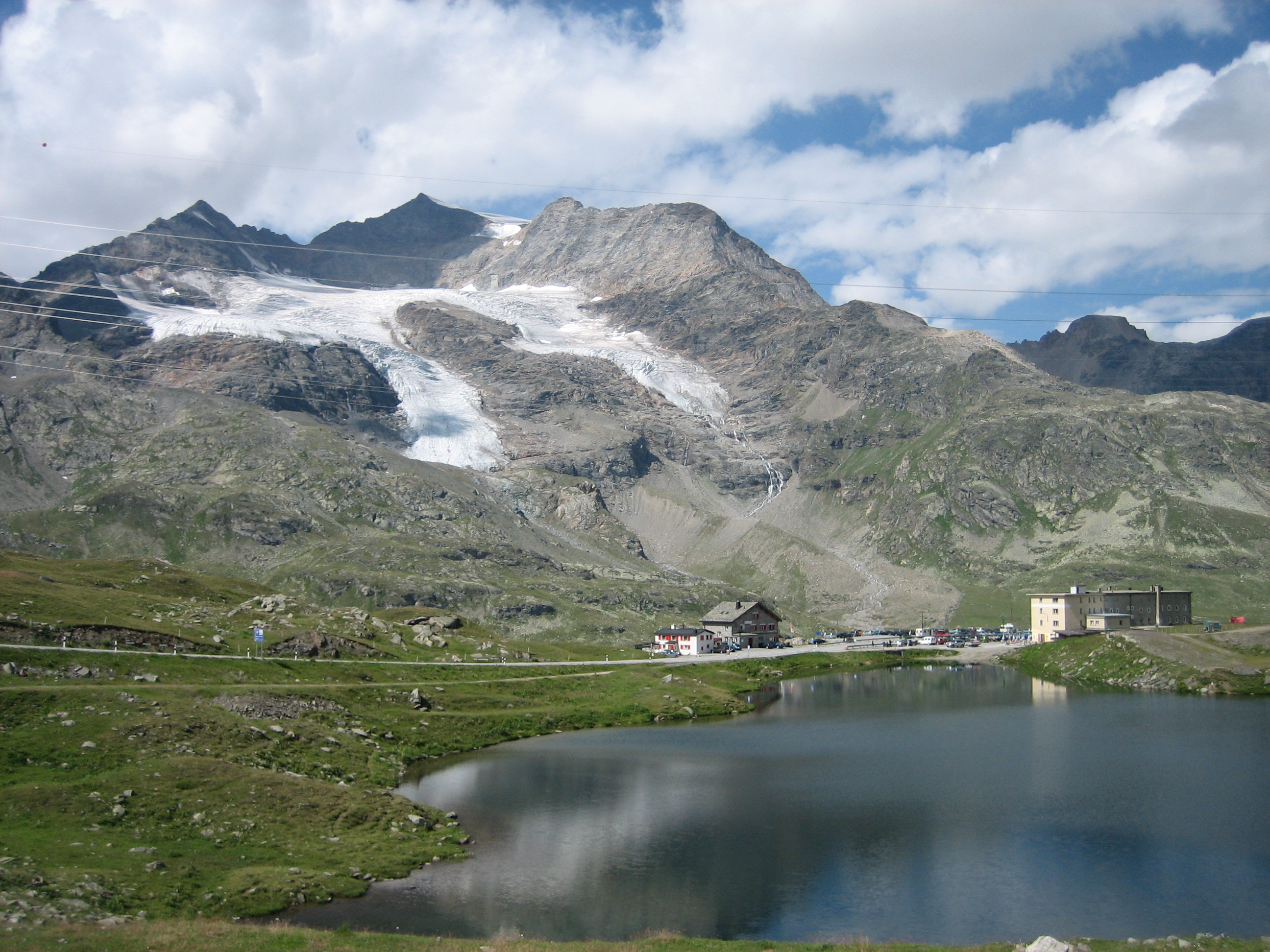
Le Lej Nair au col de la Bernina

## Basse-Engadine
Contrairement à la Haute-Engadine, cette partie de la vallée ne comporte pas de grands lacs. Ceci vient de sa structure étroite et encaissée. Néanmoins, il existe de part et d'autre quelques petits lacs remarquables :
Situé entre Zernez et Lavin, le plateau de Macun qui fait partie du Parc national suisse depuis le 1er août 2000 héberge de nombreux petits lacs d'un bleu très vif. Ce sont les seuls lacs du parc national. 
Plus au nord, au-dessus de Scuol se trouve un autre plateau lacustre : les contreforts du Piz Lischana constituent un plateau parsemé de petits lacs plus ou moins remplis selon la saison : ce sont les Lej Rims.

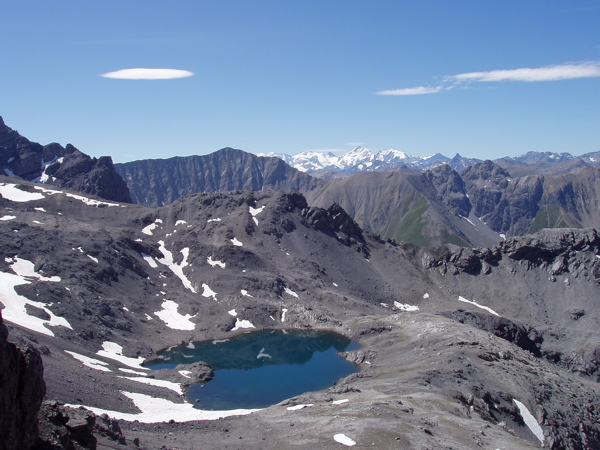
Un des lacs de Macun